# アナムネーシス (哲学)
哲学におけるアナムネーシス (ギリシア語: ἀνάμνησις )とはプラトンの認識論的・心理学的理論で使われる概念。日本語では想起という訳語が与えられる。この概念はプラトンの対話篇の中でも『メノン』および『パイドン』で発展させられ、『パイドロス』でもそれとなく言及されている。

## 『メノン』
『メノン』において、プラトンのキャラクター(そしてかつての師)のソクラテスはメノンから挑戦を受ける。これはソフィストのパラドックス、もしくは知識のパラドックスとして知られるようになった:
言い換えれば、あるものが何であるかを識別する属性、特性、その他の記述的な目印(例えば物質的なものだとか、その他の特徴)を全く知らなければ、実際にそのあるものに到達したとしてもそれを認識することはない。また、結果的に、逆が真で、そのあるものの属性、特性、その他の記述的な目印を知っているならば、そのあるものを探し求める必要が全くなくなってしまう。この議論の流れの結果として、どちらの場合に転んでも「あるもの」を得ようとするのは無駄だということになる。『メノン』の場合は、知識を得るのは無駄だということになる。
これに対するソクラテスの応答によって「想起」説が発展することとなった。魂は不死であり、繰り返し甦ってくると彼は主張した。彼によれば、実は知識はいつも魂に内在している(『メノン』86b)が、魂が復活するたびに誕生の衝撃で忘れてしまう。そこで、人が学び知ったものとは、実は忘れていたものを回収しただけだということになる(一たびあるものが思い出されるとそれは真なる信念であり、理解による真の知識だったということになる)。そしてこのためにソクラテス(とプラトン)は自身を教師ではなく産婆とみなし、元から弟子の中に存在した知識を生まれさせる手助けをした。
この理論は、ソクラテスが奴隷の少年に幾何学に関する問いを問うているという構図で説明される。まず少年が間違った答えを答える。間違っていることを指摘されると彼は混乱するが、問いに答えることによってソクラテスは少年を真の答えに導くことができる。少年は答えを教えられることなく、かつて知っていたが忘れてしまったものを思い出すことで真理に到達する、というように話が終わることが多い。

## 『パイドン』
『パイドン』では、プラトンはイデア論と組み合わせることである程度「想起」説を発展させている。まず、彼は「想起」はいかにして達成できるのかを周到に考える。『メノン』ではソクラテスの問答法以外に何も提起されていないのに反して、『パイドン』では「カタルシス」(ギリシア語: καθαρσις、罪や汚染からの浄化)を通じて肉体の本性に打ち勝つ生き方を提案している。肉体とその感覚は間違いの源である。知識は理性を使うこと、魂によって物事を熟考すること(ノエシス)によってのみ取り戻せる(66 b–dを参照).
次に彼は、せいぜい真なる信念にすぎないもの(ドクサ)に対して、真の知識はその内容とは区別されることを明言する。常に魂の中にある真理が存在するからこそ人は永遠の真理を知ることができる。例えばロンドンからオックスフォードまでの最短経路のような真なる信念を知っていると大変便利ではあるが、そういった信念が知識の資格を得ることはない。どうしてヒトの魂がそのような偶然的な事実に基づいた命題をいつも知っていることがあろうか?

## ネオプラトニズム
後代のプラトン解釈者にとって、「想起」は認識論的主張というより存在論的主張であった。プロティノス自身は厳密な意味での想起を仮定しなかった、というのは普遍的に重要なイデアの知識(ロゴス)は全て時間の外部に存在する源(二性つまり神的なヌース)から生じ、瞑想によって魂をノエシスの一環とすることでアクセスできるからである。それらは想起というよりむしろ経験、内的知識、識見の対象である。それにもかかわらず、ネオプラトニズムでは、「想起」説は魂の還帰の神話の一部となった。 
テュロスのポルピュリオスの短い作品『ニンフたちの洞窟から』(表面上は『オデュッセイアー』13の短い一説に対する評論である)ではこの考えが説明されている。同様に、マクロビウスのより長い『スキピオの夢に対する評論』でもこの考えが説明されている。ネオプラトニスト達はこの霊的な記憶という考えを使って魂の天的・非物質的な起源について論証し、宇宙霊魂の記憶はいかにして毎日人によって思い出されるのかを説明した。こうして、霊的な記憶はプラトンの魂の概念それ自体と本質的に接続された。個々人の持つ「質料的」つまり肉体的な記憶は些末なことなので、宇宙的なイデア、つまり神的なものの想起だけが人間を不死なる存在の源へと引っ張り上げることができる。  
「アナムネーシス」は、魂が物質に煩わされるのに優先して自由になることを人間の心が感じられるようになるもっとも手ごろな方法である。復活の過程はネオプラトニズムでは、魂が経験(と、そしてしばしば魂自身の神的な起源)を忘れてしまうような衝撃であるとされる。